# 데이비드 겔런터

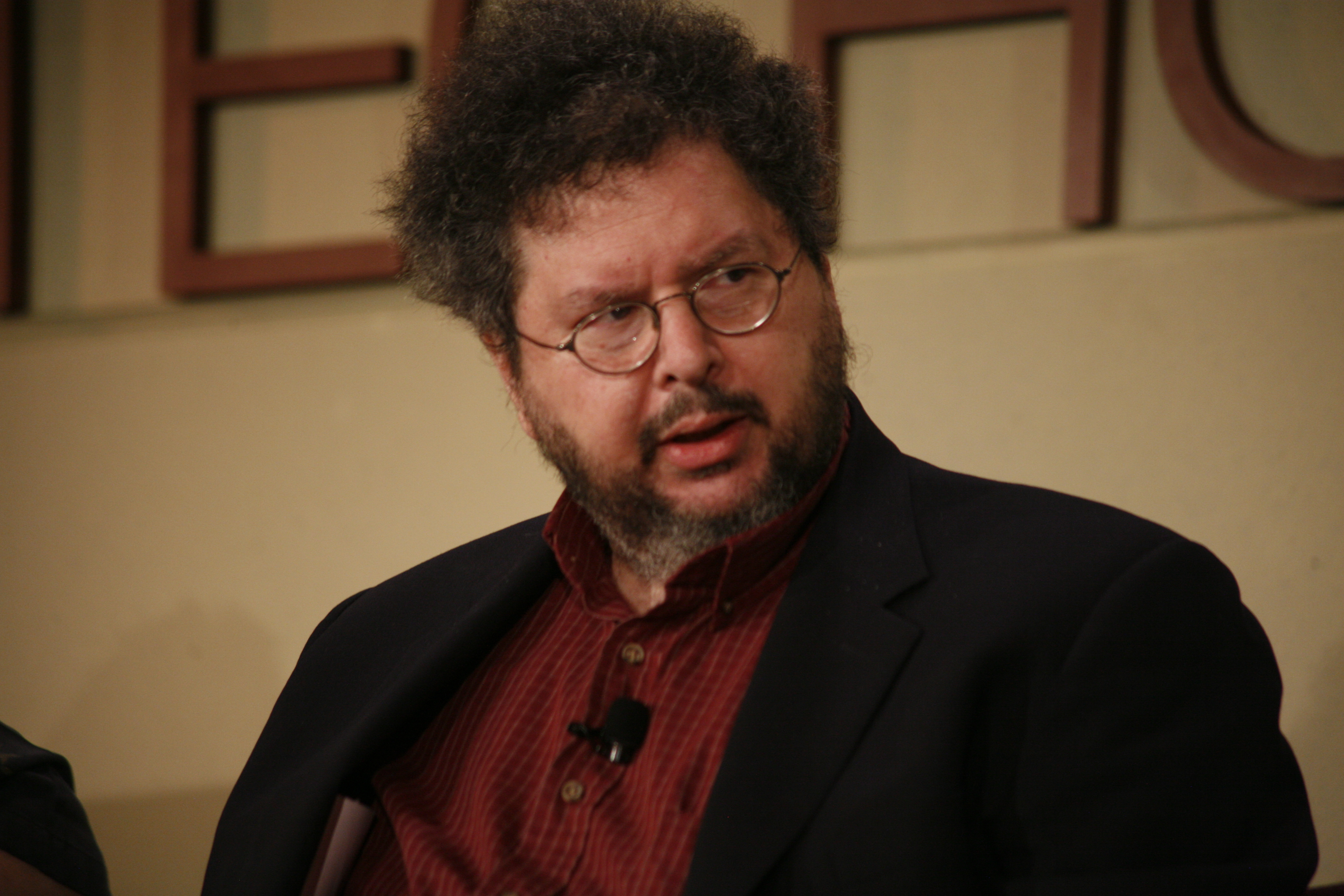
데이비드 갤런터

데이비드 겔런터(David Gelernter)는 미국태생의 작가이며 예일 대학교의 컴퓨터 과학 교수이다. 그의 글은 여러 언론사에서 기고되었으며, 특히 미국의 전통적 종교에 관한 글을 썼다.

## 정치적 견해
그는 대부분의 좌익 교수들이 운집한 예일 대학교에서 몇몇 안되는 보수진영에 속한 발언과 글들을 내놓았다.  특히, 그는 도날드 트럼프를 지지하였으며, 힐러리 클린턴을 향해 3불짜리 가짜 지폐라고 칭했고, 버락 오바마를 향해 3등급 독재자로 불렀다.

## 저서
- Americanism: The Fourth Great Western Religion. Hardcover ed. Doubleday., 2007.